# Krasnoje Sieło
Krasnoje Sieło (ros. Красное Село) – miasto w Rosji, należące do miasta wydzielonego Petersburg, w rejonie krasnosielskim. W 2021 roku liczyło 56 533 mieszkańców.